# Gong Bi
 (juillet 2014).
Si vous disposez d'ouvrages ou d'articles de référence ou si vous connaissez des sites web de qualité traitant du thème abordé ici, merci de compléter l'article en donnant les références utiles à sa vérifiabilité et en les liant à la section « Notes et références ».

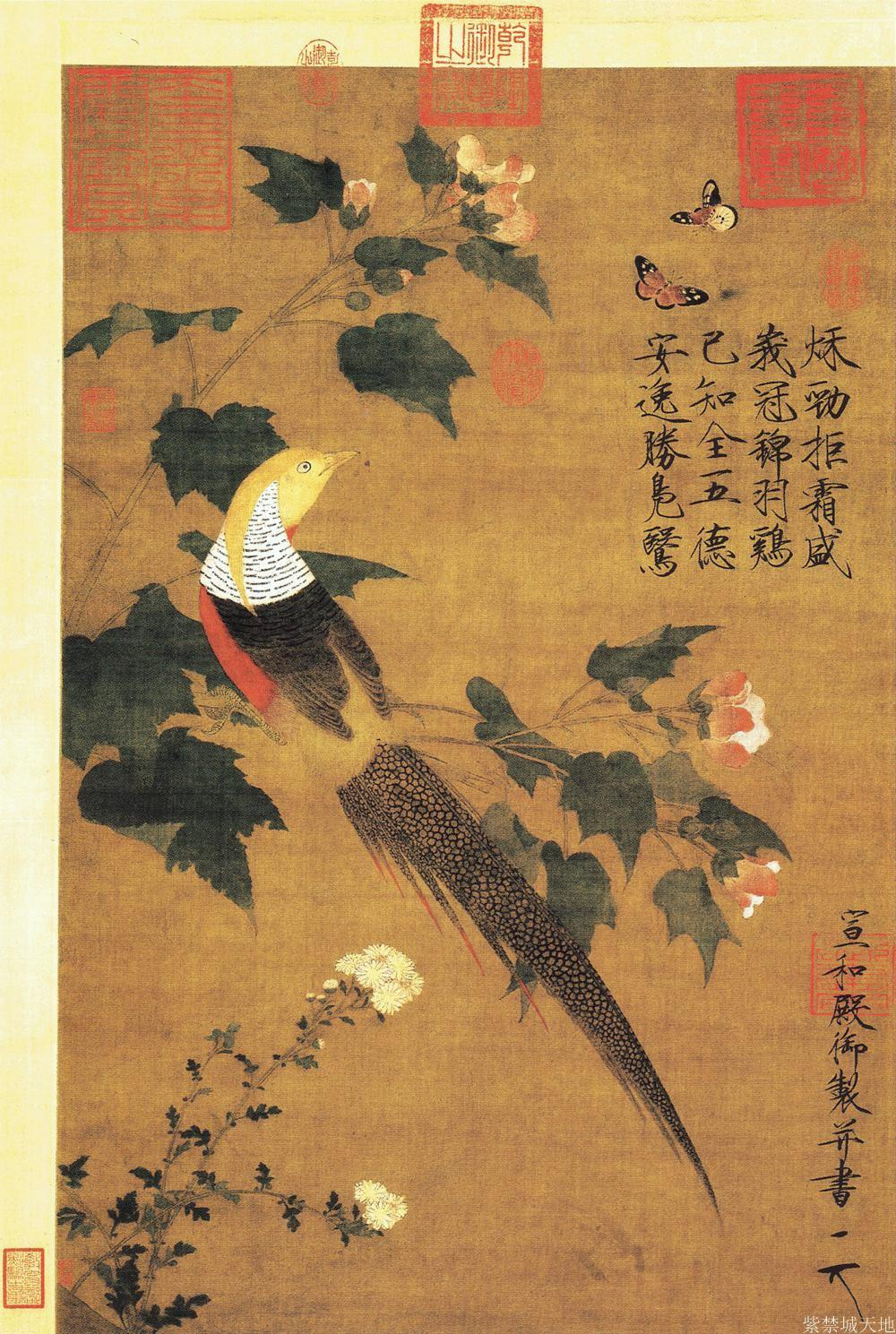
Peinture représentant un faisan doré et du coton rose (11e siècle) par l'empereur Huizong de Song

Le Gong Bi (chinois simplifié : 工笔 ; chinois traditionnel : 工筆) est une technique de peinture chinoise très réaliste, le contraire du libre style interprétatif, Xie Yi (en) (寫意 dessin de la pensée). 
Ce style a été durant des siècles un art favorisé et réservé à la cour impériale.

## Étymologie
Son nom vient du chinois, Gong Chin, signifiant « méticuleux ».  

## Histoire
Le style Gong Bi a commencé il y a environ 2000 ans sous la dynastie Han (206 av. J.-C. - 220 apr. J.-C.) lorsque la stabilité politique de Han et sa prospérité ont favorisé l'avancement des arts. Le style Gong Bi a évolué entre le 7e au 13e siècles, durant les dynasties Tang et Song. Lors de cette période, les peintures raffinées ont été approuvées et collectionnées par les familles royales de Chine. Cette technique était principalement réservée aux personnes fortunées en raison des coûts élevés des médiums. Ce style d'art a été accompli en secret dans les palais royaux et les maisons privées. Le Gong Bi est l'une des plus anciennes techniques de peinture chinoise qui comporte des récits ou des personnalités de haute autorité.

## Outils
Dans la peinture Gong bi, des types spécifiques de pinceaux sont utilisés: des pinceaux pour le contour et des pinceaux pour la coloration. Il existe quatre types de pinceaux pour le contour; Hong Mao (poils rouges), sont utilisés pour dessiner des traits épais principalement pour les visuels de paysage et d'arrière-plan. Yi Wen est utilisé pour des lignes plus longues pour peindre des vêtements, par exemple. Les pinceaux Ye Jing sont utilisés pour le contour des fleurs et des draps. Xie Zhua est le pinceau de contour le plus fin utilisé pour peindre des traits de libellules et des détails spécifiques dans la peinture. Il existe trois tailles de pinceaux utilisés pour colorer la surface du tableau : Da Bai Yun (gros nuage blanc), Zhong Bai Yun (nuage blanc moyen) et Xiao Bai Yun (petit nuage blanc). Les brouillons sont généralement dessinés sur du papier de riz. S'il n'y a qu'un seul brouillon, un type de papier spécial appelé papier Xuan est utilisé. Il existe deux types différents de papier Xuan. L'un s'appelle le papier Shu Xuan (papier de riz cuit). il est généralement utilisé pour Gongbi. Un autre type est le papier Sheng Xuan (papier de riz brut). Il est généralement utilisé pour Xieyi («peinture de style croquis-pensée»). Le papier doux est capable d'absorber bien l'eau, mieux utilisé pour la peinture et la calligraphie chinoises.

## Style
Le style Gong Bi figure les moindres détails, à l’aide de pinceaux d’une extrême finesse. Les peintures de ce style sont richement colorées avec des pigments très rares. 

## Sujet
Elles représentent des sujets classiques de l’histoire de la Chine comme des sujets figuratifs ou narratifs.

## Peintres Gong Bi
- Yan Liben (c. 600–673)
- Zhang Xuan (713–755)
- Zhou Fang (c. 730–800)
- Gu Hongzhong (937–975)
- Empreur Huizong des Song (1082–1135)
- Tang Yin (1470–1524)
- Qiu Ying (1494–1552)
- Chen Hongshou (1598–1652)